# Eragrostis viscosa
Eragrostis viscosa là một loài thực vật có hoa trong họ Hòa thảo. Loài này được (Retz.) Trin. mô tả khoa học đầu tiên năm 1831.